# Édouard de Boyve
Édouard de Boyve est un entrepreneur protestant, fondateur de la coopérative de consommation l'Abeille nîmoise, promoteur de la coopération en France, fondateur de la Société d’économie populaire et cofondateur de l'Alliance coopérative internationale. Son action conduit à la formation des idées de l’École de Nîmes, illustrées par l’économiste Charles Gide, qui ouvre la voie au Christianisme social.

## Biographie

### Jeunesse et formation
Édouard de Boyve est né à Paris le 4 février 1840, fils d'Eugène de Boyve, trésorier général (issu d'une vieille famille huguenote émigrée en Suisse après la Révocation de l’Édit de Nantes et rentrée en France au début du XIXe siècle), et de Sarah Shaw-Fawkes, qui est anglaise. Édouard de Boyve sera donc bilingue, ce qui facilitera les nombreuses relations qu'aura le mouvement coopératif français avec celui issu du monde anglo-saxon.
Après des études à l'Institut Keller, à Paris, il est quelque temps chef de service à la banque Greffulhe. Il mène alors une existence mondaine et fréquente les salons. Il trouve une foi profonde quelques années plus tard au contact du pasteur Eugène Bersier, chez qui il rencontre sa future épouse, Amy Colomb.

### Établissement et découverte de la coopération
Il se marie à Nîmes le 24 juillet 1872 avec Amy Colomb (1849-1909), fille de François-Albin Colomb, propriétaire dans le Gard, et de Julie de Daunant. Le couple a cinq enfants. Le ménage de Boyve, rentier, s'établit à Nîmes. Édouard de Boyve tente alors de mener une vie de « rentier philanthrope » et devient secrétaire du diaconat protestant, mais la simple charité lui paraît vite insuffisante.
Il s’intéresse alors aux idées de Robert Owen et à la Société des équitables pionniers de Rochdale, première coopérative de consommation au monde, fondée en 1844 par des ouvriers tisserands. Convaincu que la coopération peut améliorer la situation matérielle des ouvriers tout en contribuant à leur perfectionnement intellectuel et moral, il consacre dès lors l’essentiel de son temps et de son énergie, et une partie de sa fortune, à la promotion de l’idéal coopératif.

### Lancement de la coopération en France
En 1883, il fonde la coopérative de consommation l'Abeille nîmoise, dont il est durant une trentaine d'années administrateur et trésorier. En 1884, il crée la Société d’économie populaire, lieu de rencontre, où se côtoient tous les milieux sociaux et professionnels : professeurs, ouvriers, banquiers…
Dès 1886, il fait connaissance de Charles Gide, alors professeur d’économie politique à l’université de Montpellier. Les deux hommes collaboreront dès lors étroitement.

### Rayonnement national et international
En 1887, à l’initiative d’Édouard de Boyve, est créé le mensuel L'Émancipation, destiné à un large public. Il en sera l’un des principaux rédacteurs. En 1897, grâce à son appui, peut s’ouvrir à Nîmes une imprimerie ouvrière, la Laborieuse. Grâce à ces diverses réalisations se constitue ce qu’on a appelé l'École de Nîmes, à laquelle Charles Gide donnera bientôt un fondement théorique et qui préfigure le Christianisme social. Le rayonnement de l'École de Nîmes contribue à la création de nombreuses coopératives notamment dans le Midi de la France. En 1890, Édouard de Boyve devient le président de l’Association protestante pour l’étude pratique des questions sociales, fondée en 1887. Il suscite en 1885 le premier Congrès des sociétés coopératives françaises, qui donne naissance à un organisme permanent, l’Union coopérative, dont Édouard de Boyve est longtemps le trésorier. En 1886 il représente cet organisme au congrès des coopératives anglaises à Plymouth ; il y suggère la création d’une alliance internationale. L’Alliance coopérative internationale (ACI) voit le jour, en 1895 à Londres, et il y joue naturellement un rôle de premier plan. L'ACI existe toujours et compte 240 membres (coopératives nationales et internationales de tous les secteurs d'activité). Selon l’ACI, ces coopératives représenteraient quelque 800 millions de personnes dans le monde entier.

### Dernières années
Le déclin de sa santé dans ses dernières années, mais aussi un peu de découragement lié à la lenteur des progrès du mouvement coopératif en France et à la montée du communisme après 1918, conduisent Édouard de Boyve à se retirer peu à peu, cédant la place à Charles Gide, lequel lui rendra hommage, le considérant comme le véritable fondateur du mouvement coopératif en France avec Auguste Fabre.
Édouard de Boyve meurt à Nîmes le 5 juin 1923.

## Publications
Outre de très nombreux articles dans l'Émancipation, Les Coopérateurs français, l’Union coopérative et les différentes éditions de l’Almanach de la coopération française, Édouard de Boyve a publié quelques brochures, notamment :
- Histoire de la coopération à Nîmes et son influence sur le mouvement coopératif en France (Paris, 1889, 120 p.) ;
- Rôle social de l’Armée française (Paris, 1898, 56 p.)